# Dragon – Love Is a Scary Tale
Dragon – Love Is a Scary Tale (Originaltitel: russisch Он – дракон On – drakon) ist ein russischer romantischer 3D-Fantasy-Abenteuerfilm. Die Erstaufführung erfolgte in Russland am 3. Dezember 2015. In Deutschland erschien der Film am 29. Juli 2016 als Direct-to-DVD-Veröffentlichung. International wurde der Film auch unter dem Titel He’s a Dragon veröffentlicht.
Die Lieder Lullaby of Silence (Originaltitel: russisch Колыбельная тишины) und Ritual (Originaltitel: russisch Ритуальная песня) des Soundtracks stammen von der russischen Sängerin Jenia Lubich.
Die Geschichte basiert auf dem Roman Ritual  (Originaltitel: russisch Ритуал) von Marina Dyachenko und Sergey Dyachenko, der 1996 auf Russisch erschienen ist (Übersetzungen auf Polnisch, Ukrainisch und Tschechisch).

## Handlung
Vor langer Zeit lebten die Menschen in Angst vor einem Drachen, dem sie ihre Töchter opferten, um ihn zu besänftigen. Der Drache entführte sie auf seine Insel, von wo keine der Töchter je zurückkehrte. Eines Tages folgte ein Mann dem Drachen, welcher seine Geliebte entführt hatte, und tötete das Monster.
Miroslava soll an Igor, den Enkel des Drachentöters verheiratet werden. Igor bestand darauf, dass zur Hochzeit das Lied des Drachen gesungen wird, woraufhin zum ersten Mal seit Jahrzehnten wieder ein Drache auftaucht, Miroslava entführt und auf die Dracheninsel bringt. Igor beschließt aufzubrechen und den Drachen zu töten. Auf der Insel fällt Miroslava aus den Klauen des Drachens und fällt in eine Höhle, wo sie auf einen Mann trifft, den sie Arman nennt. Dieser sagt, er lebe schon lange auf der Insel und es gebe von dort kein Entkommen. Als Miroslava Arman die Hand gibt, erscheint der Drache wieder, Arman verschwindet und Miroslava kann aus der Höhle fliehen. Miroslava trifft erneut auf Arman und beginnt seine Motive zu hinterfragen, da dieser sich anscheinend frei auf der Insel bewegen kann. Da sie vor Arman zurückweicht, fällt sie von einer Klippe und wird von Arman gerettet, welcher sich in einen Drachen verwandeln kann. Durch den Sturz wird Arman jedoch schwer verletzt, und Miroslava behandelt zuerst mit einigem Widerwillen seine Wunden. Sie freundet sich immer mehr mit Arman an und erfährt so, dass der von Igors Großvater getötete Drache Armans Vater war, und dass die Drachen die Frauen auf einem Altar opfern, um sich zu vermehren, indem sie diese bei lebendigen Leib verbrennen und aus der Asche ein neuer Drache entsteht. Aufgrund einer Erfahrung in seiner Kindheit versucht Arman den Drachen in sich zu unterdrücken, da dieser seiner Meinung nach nur eine wilde Bestie sei. Miroslava verspricht Arman, bis zu Igors Eintreffen wie Menschen zu leben, so dass der Drache und damit Arman nicht getötet werden müssen. Arman zeigt ihr im Gegenzug, wie man Feuerwerk herstellt und wie man den Wind sieht. Miroslava nutzt dieses Wissen, um im Geheimen ein Boot zu bauen, um von der Insel zu fliehen. Als Arman dies erfährt, ist er zuerst wütend, fordert aber dann Miroslava auf, sie solle sofort aufbrechen, da er weiß, dass sich der Drache nicht ewig unterdrücken lässt.
Nach der Abreise von der Insel trifft Miroslava auf Igor, der mit seinem Schiff im Nebel nach der Dracheninsel sucht. Zurück in Miroslavas Heimat wird wieder alles für die Hochzeit vorbereitet, während sich auf der Dracheninsel Arman von einer Klippe werfen will, da er ohne Miroslava nicht mehr leben will. Mitten in der Hochzeitszeremonie beginnt Miroslava, das Lied des Drachens zu singen, da sie erkennt, dass sie Arman und nicht Igor liebt. Nach einiger Zeit taucht der Drache auf, bringt sie erneut auf die Insel und will sie auf dem Altar opfern. Im letzten Moment gibt Miroslava dem Drachen einen Kuss, wodurch dieser seine Bösartigkeit verliert. Jahre später haben Miroslava und Arman eine Tochter, der sie die Geschichte des Drachens erzählen.

## Hintergrund
Der Film ist das Spielfilm-Regiedebüt von Indar Dzhendubaev. Die Dreharbeiten fanden überwiegend am Schwarzen Meer statt. 85 % des Films sind am Computer entstanden.

## Rezeption

### Einspielergebnisse
Der Film spielte bei umgerechnet 18 Millionen US-Dollar Produktionskosten in Russland lediglich 1,7 Millionen US-Dollar ein. Auch mit den Einnahmen aus anderen Staaten der Gemeinschaft unabhängiger Staaten (1,8 Mio. $) und China (60,1 Mio. CN¥) konnte er seine Herstellungskosten nicht decken.

### Kritiken
Der Film erhielt gemischte Kritiken. Auf der Kritikerseite Rotten Tomatoes erhielt Dragon – Love Is a Scary Tale eine durchschnittliche Publikumswertung von 80 Prozent.
Die Programmzeitschrift TV Spielfilm urteilte anlässlich der Erstausstrahlung des Films auf Tele 5 am 12. Dezember 2017, dass der Film Die Schöne und das Biest variiere. Regieneuling Dzhendubaev setze „in seiner opulenten Fantasy-Lovestory auf die Macht des Stockholm-Syndroms“. Die „bildgewaltige Lovestory“ überrasche dabei „mit zwei bezaubernden Darstellern und äußerst ansehnlichen Effekten“.